# Ismeno (epónimo)
En la mitología griega Ismeno (en griego Ἰσμηνός, Ismenós) es el nombre del personaje epónimo que dio su nombre al río Ismeno. Su leyenda tiene variantes locales dependiendo del poeta en ciernes. 
Apolodoro dice que el río Asopo era hijo de Océano y Tetis, entre otras filiaciones, y que, unido a Metope, hija del río Ladón, engendró a varias hijas, las náyades Asópides, y también dos hijos, llamados Ismeno y Pelagonte. Diodoro Sículo llama a los hermanos Pelasgo e Ismeno y dice que Ismeno se dirigió a Beocia y se estableció junto al río que de él tomó su nombre.
Pausanias dice que a la derecha de las puertas de Tebas hay una colina consagrada a Apolo. La colina y el dios se llaman Ismenio, pues junto a este lugar corre el río Ismeno. Más arriba del Ismenio se puede ver la fuente que dicen que está consagrada a Ares (fuente Ismenia), y junto a esta fuente está la tumba de Caanto, hermano de Melia. Dicen que Apolo tuvo dos hijos de Melia: Ténero e Ismeno. A Ténero le dio Apolo el arte de la adivinación, y el río tomó el nombre de Ismenio. Sin embargo, antes no carecía de nombre, si es que se llamaba Ladón antes de que naciera Ismeno, hijo de Apolo.
Plutarco, en cambio, dice que el río Ismeno se llamó El pie de Cadmo en honor al fundador de la Tebas Cadmea, Cadmo. Algún tiempo después de la fundación de la célebre ciudad se dice que Ismeno, uno de los hijos de Anfión y Níobe, estando herido de muerte por Apolo, con gran dolor se arrojó a dicho río, que por su nombre se llamó desde entonces Ismeno.